# Max Salomon (Fußballspieler)
Max Salomon (geboren am 29. Oktober 1906 in Aachen; gestorben 1942) war ein deutscher Fußballspieler. Er stammte aus einer jüdischen Familie in Aachen und wurde Opfer des Holocaust. Mit Alemannia Aachen wurde er 1931 Bezirksmeister des Rheinlands.

## Leben
Salomon spielte bereits als Jugendlicher für Alemannia Aachen. Der trickreiche Stürmer schaffte 1924 als 18-Jähriger den Sprung in die erste Mannschaft. 1931 gehörte er an der Seite von Reinhold Münzenberg, dem ersten Nationalspieler des Clubs, zu der Elf, die im Finale um die Meisterschaft des Bezirks Rheinland den Rheydter SV schlug.
Im April 1933 musste er als Jude den Club verlassen. Um der Verfolgung durch die NS-Behörden zu entgehen, floh er in die Niederlande, von wo er nach Belgien übersiedelte. Doch da er dort keine Arbeitserlaubnis bekam, kehrte er nach Aachen zurück. Wegen „Rassenschande“ wurde er zu fünf Monaten Zuchthaus verurteilt. Anschließend floh er erneut nach Belgien, von dort zog er nach Frankreich weiter.

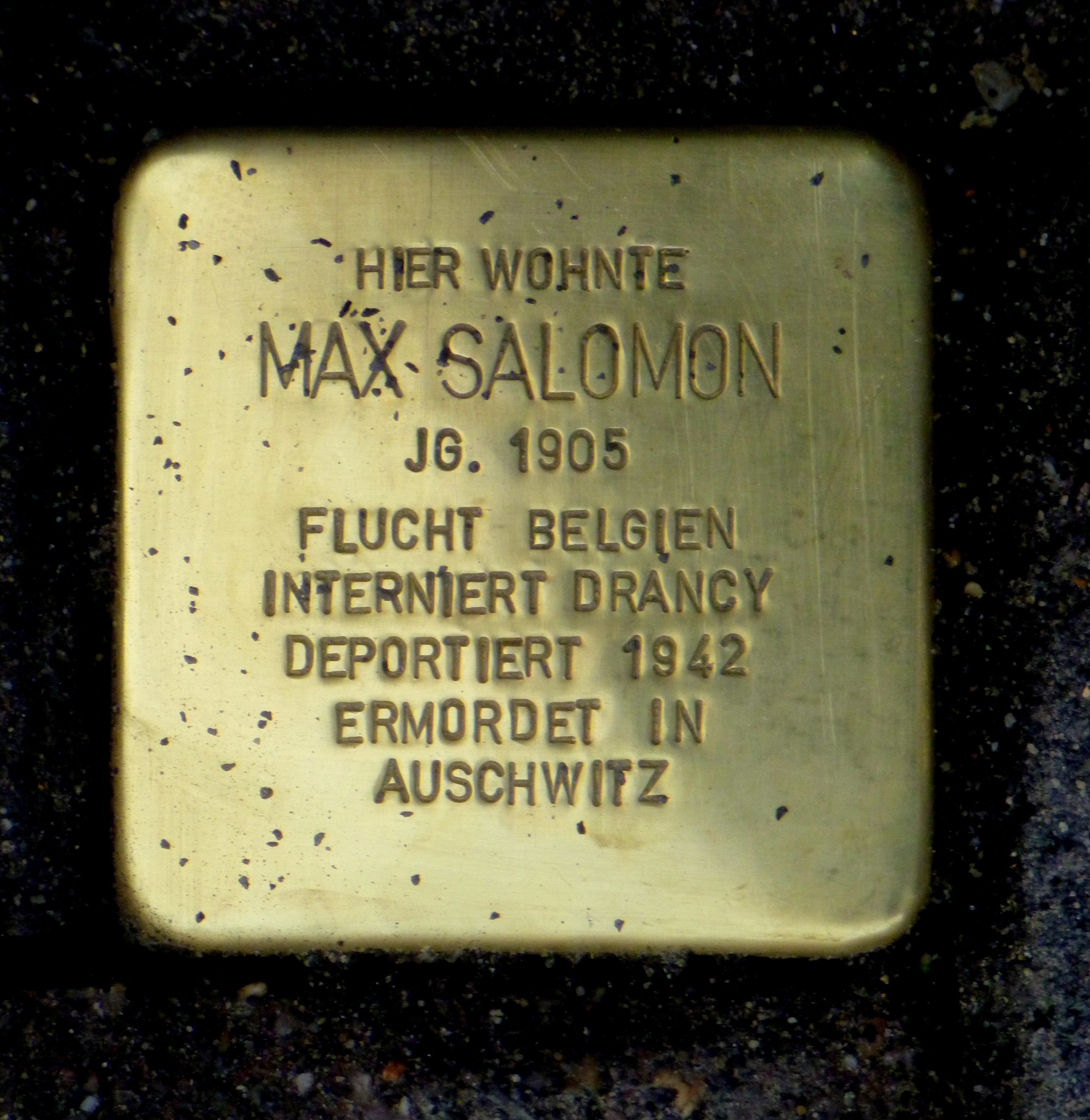
Stolperstein in Aachen

1940 wurde er als Jude von den deutschen Besatzern interniert. 1942 war er für die Deportation in das Vernichtungslager Auschwitz-Birkenau vorgesehen. Auf dem Transport verloren sich seine Spuren; es wird angenommen, dass er bei einem Einsatz als Zwangsarbeiter in Oberschlesien zu Tode gekommen ist.
2017 zeichnete eine Ausstellung über Alemannia Aachen während des Nationalsozialismus erstmals auch Salomons Lebensweg nach.
In Erinnerung an Max Salomon wurde am 6. Februar 2019 an seinem letzten Wohnsitz in Aachen von dem Künstler Gunter Demnig ein Stolperstein verlegt. Sein Bruder Robert Salomon, ebenfalls Fußballspieler bei Alemannia Aachen, wurde gleichfalls ein Opfer der Shoa.